# Saint-Étienne-de-Lugdarès (tổng)
Tổng Saint-Étienne-de-Lugdarès là một tổng của Pháp nằm ở tỉnh Ardèche trong vùng Rhône-Alpes.
Tổng này được tổ chức xung quanh Saint-Étienne-de-Lugdarès ở quận Largentière. Độ cao biến thiên từ 600 m (Laval-d'Aurelle) đến 1 506 m (Borne) với độ cao trung bình là 883 m.

## Hành chính
| Giai đoạn   | Ủy viên      | Đảng          | Tư cách                              |
| ----------- | ------------ | ------------- | ------------------------------------ |
| 1998-2004   | Jérome Gros  | Divers droite | Thị trưởng Lavillatte                |
| depuis 2004 | Marc Champel | UMP           | Thị trưởng Saint-Étienne-de-Lugdarès |

Nguồn:

## Các đơn vị hành chính
Tổng Saint-Étienne-de-Lugdarès bao gồm 8 xã với dân số 1 079 người (điều tra năm 1999, dân số không tính trùng).
| Xã                        | Dân số | Mã bưu chính | Mã insee |
| ------------------------- | ------ | ------------ | -------- |
| Borne                     | 41     | 07590        | 07038    |
| Cellier-du-Luc            | 99     | 07590        | 07047    |
| Laval-d'Aurelle           | 48     | 07590        | 07135    |
| Laveyrune                 | 126    | 48250        | 07136    |
| Le Plagnal                | 53     | 07590        | 07175    |
| Saint-Alban-en-Montagne   | 72     | 07590        | 07206    |
| Saint-Étienne-de-Lugdarès | 458    | 07590        | 07232    |
| Saint-Laurent-les-Bains   | 182    | 07590        | 07262    |

## Thông tin nhân khẩu
| 1962                                                     | 1968  | 1975  | 1982  | 1990  | 1999  |
| -------------------------------------------------------- | ----- | ----- | ----- | ----- | ----- |
| 1 122                                                    | 1 429 | 1 189 | 1 010 | 1 032 | 1 079 |
| Nombre retenu à partir de 1962 : dân số không tính trùng |       |       |       |       |       |